# Джон Лий Андерсън
Джон Лий Андерсън (на английски: Jon Lee Anderson) е американски биограф, писател, международен разследващ журналист и репортер на работа в The New Yorker, обикновено с репортажи от места, където се водят войни - Афганистан, Ирак, Уганда, Израел, Ел Салвадор, Ирландия, Либия, Иран и други. Пише и за The New York Times, Harper's, Life magazine и The Nation. Известен е с биографичните профили на политически лидери като Уго Чавес, Фидел Кастро и Аугусто Пиночет.

## Книги
- Inside the League: the shocking expose of how terrorists, Nazis, and Latin American death squads have infiltrated the world Anti-Communist League.   New York, Dodd, Mead, 1986. ISBN 0396085172. с. 322.
- War zones.   New York, Dodd, Mead, 1988. ISBN 0396089151. с. 309.
- Anderson, Jon Lee. Guerrillas: Journeys In the Insurgent World.   New York, Times Books, 1992. ISBN 0142004979. с. 280.
- Anderson, Jon Lee. Che Guevara: A Revolutionary Life.   New York, Grove Press, 1997. ISBN 0802116000. с. 814.
- Anderson, Jon Lee. The lion's grave: dispatches from Afghanistan.   New York, Grove Press, 2002. ISBN 0802117236. с. 244.
- Anderson, Jon Lee. The fall of Baghdad.   New York, Penguin Press, 2004. ISBN 1594200343. с. 389.